# Тимофеенко, Владимир Иванович
Владимир Иванович Тимофеенко (укр. Володимир Іванович Тимофієнко; 5 февраля 1941, Одесса — 11 декабря 2007, Киев) — теоретик архитектуры, исследователь архитектуры и градостроительства Украины XVIII—XX вв.
Почетный член Украинской академии архитектуры, дважды лауреат Государственной премии Украины в области архитектуры (2002, 2007), заслуженный деятель науки и техники Украины (2007), доктор искусствоведения (1992), профессор (2005).

## Биография
- 1965 год — окончил Ленинградский институт живописи, скульптуры и архитектуры им. И. Ю. Репина.
- 1968 год — окончил аспирантуру Ленинградского инженерно-строительного института.

Около 40 лет преподавал в ВУЗ-ах Воронежа, Москвы, Одессы, Киева.
- 1983—1992 гг. — был ответственным секретарем Главной редколлегии Свода памятников истории и культуры Украины[1].
- 1994—2002 гг. — научный редактор ежегодника «Архітектурна спадщина України» (вип. 1-5).
- 1998 год — почетный доктор Научно-исследовательского института теории и истории архитектуры и градостроительства (НДІТІАМ).
- 1998—2000 гг. — вице-президент Украинской академии архитектуры[1]
- 2004 год — член экспертной комиссии по занесению объектов культурного наследия в Государственный реестр непреходящей памяти Украины.

## Премии и награды
Отмечен двумя Государственными премиями:
- 2002 год — за «фундаментальные исследования в сфере истории архитектуры Украины XVIIІ — начала XX столетий»[2]
- 2007 год — за «фундаментальное издание „История Украинской архитектуры“»[3]
- Почетный член Украинской академии архитектуры (УАА).

### Книги
1. Крым = Crimea = Krim : Архитектура, памятники: Фотоальбом / [Фотосъемка Р. Т. Пацикьяна ; Авт. текста и сост. В. И. Тимофеенко]. — Киев: Мыстэцтво, 1991. — 255 с. : Текст парал. на рус., англ. и нем. яз. — 55000 экз.[4]
2. Формирование градостроительной культуры Юга Украины : (Материалы к Своду памятников истории и культуры народов СССР) / НИИ теории, истории и перспектив. пробл. сов. архитектуры в г. Киеве. — Киев: КиевНИИНТИ, 1986. — 283 с.: — 600 экз.[4]
3. Города Северного Причерноморья во второй половине XVIII века. — Киев : Наукова думка, 1984. — 219 с. В надзаг.: АН УССР, Ин-т истории. — 1200 экз.[4]
4. Одесса: Архит.-ист. очерк. — 2-е изд., стер. — Киев: Будівельник, 1984. — 160 с. — В надзаг.: НИИ теории, истории и перспектив. пробл. сов. архитектуры в г. Киеве. — 50000 экз.[4]
5. Одесса: Архит.-ист. очерк. — Киев: Будівельник, 1983. — 160 с. — В надзаг.: НИИ теории, истории и перспектив. пробл. сов. архитектуры в г. Киеве. — 12000 экз.[4]
6. Архітектура і монументальне мистецтво: Терміни і поняття. — Київ : Ин-т проблем сучасного мистецтва ; Головкиївархітектура, 2002. — 472 с.[5]
7. Відродження Одеси: Архітектура повоєнного десятиріччя. — Київ : Музична Україна, 2006. — 484 с. : іл.[5]
8. Давня Америка: Розвиток архітектури і монументального мистецтва. — Київ : Ін-т проблем сучасного мистецтва, 2004. — 432 с. : іл.[5]
9. Енциклопедія архітектурної спадщини України: Тематичний словник багатотомного видання. — Київ : Українська академія архітектури, 1995. — 367 с.[5]
10. Зодчі України кінця XVIII — початку ХХ ст.: Біографічний довідник. — Київ : НДІТІАМ, 1999. — 477 с.[5]
11. Історія архітектури Стародавнього світу: Підручник для вузів. — Київ : Наукова думка, 2006. — 512 с. : іл.[5]
12. Нариси всесвітньої історії архітектури: У 4 т. — Київ : Вид-во КНУБА, 2000. — Т. 1. Архітектура Стародавнього світу. — Кн. 1. — 490 с. : іл.[5]

### Публикации в журналах
1. Архитектура зданий общественного назначения в г. Одессе периода капитализма // Архитектура. — Л.: ЛИСИ, 1968. — С. 26-28.
2. Архитектура Киева в конце XVIII — первой половины ХГX века // Архитектура Киева. — К., 1982. — С. 30-34.
3. Генезис, сущность и этапы развития стиля классицизма на Украине // Памятники архитектуры Украины. —- К., 1986. —- С. 41-66.
4. Жилая застройка городов Украины в период капитализма // Известия высших учебных заведений: Стр-во и арх-ра. 1972. —- № 8. —- С. 52-57.
5. Общественные центры южноукраинских городов в конце XVIII в. // Историческое краеведение в СССР: Вопросы теории и практики. —- К.: Наукова думка, 1991. —- С. 196—200.
6. Особенности архитектурного развития г. Одессы в 20 —- 50-е годы XIX в. // Архитектура. —- Л.: ЛИСИ, 1967. —- С. 5-17.
7. Планировочное развитие г. Одессы в период капитализма // Известия высших учебных заведений: Стр-во и арх-ра. 1968. —- № 11. —- С. 68-73.
8. Строительство зданий банков на Украине в дооктябрьский период // Вопросы архитектуры. —- М.: Стройиздат, 1972. —- С. 17-18.
9. Формирование планировочной структуры г. Одессы в конце XVIII и начале XIX в. // Архитектура. —- Л.: ЛИСИ, 1968. —- С. 5-14.
10. Будівлі першої в Україні публічної бібліотеки // Бібліотечний вісник. 1995. —- № 3. —- С 12-15.
11. «Місто користі» // Наука і суспільство. 1988. — № 10. — С 64-65.
12. Про взаємодію національних традицій в процесі формування архітектури Південної України в кінці XVIII ст. // Українське мистецтво у міжнародних зв’язках. — К.: Наукова думка, 1983. — С 115—127.
13. Традиції ренесансу та класицизму в забудові Південної України XIX — початку XX ст. // Мистецтво і сучасність. — К.: Наукова думка, 1980. — С 137—146.
14. Учбові споруди в Україні: Формування типів і стильові особливості // Теорія та історія архітектури. — К., 1995. — С 84-104.
15. Церкви німецьких колоністів у Південній Україні // Німецькі колонії в Галичині: Історія — архітектура — культура. — Львів: Манускрипт, 1996. — С 343—353.